# Andrew Smale
Andrew Smale (né le 14 juin 1982 à Bowmanville, dans la province de l'Ontario au Canada) est un joueur professionnel canadien de hockey sur glace.

## Carrière de joueur
Après une seule saison passée dans la Ligue de hockey de l'Ontario avec Mississauga. Il se joint aux Varsity Blues de l'Université de Toronto pour y poursuivre ses études tout en jouant au hockey. Après ce stage de quatre saisons au niveau universitaire, il se retrouva dans la Ligue centrale de hockey avec les Scorpions du Nouveau-Mexique. Il amorcera sa deuxième saison avec cette équipe en 2007-2008.

## Statistiques de carrière
| Saison    | Équipe                                   | Ligue |    | Saison régulière | Saison régulière | Saison régulière | Saison régulière | Saison régulière |   | Séries éliminatoires | Séries éliminatoires | Séries éliminatoires | Séries éliminatoires | Séries éliminatoires |
| Saison    | Équipe                                   | Ligue | PJ | B                | A                | Pts              | Pun              | PJ               | B | A                    | Pts                  | Pun                  |                      |                      |
| 2001-2002 | IceDogs de Mississauga                   | LHO   | 68 | 6                | 11               | 17               | 72               | -                | - | -                    | -                    | -                    |                      |                      |
| 2002-2003 | Varsity Blues de l'Université de Toronto | SIC   | 26 | 2                | 11               | 13               | 12               | -                | - | -                    | -                    | -                    |                      |                      |
| 2003-2004 | Varsity Blues de l'Université de Toronto | SIC   | 26 | 4                | 13               | 17               | 24               | -                | - | -                    | -                    | -                    |                      |                      |
| 2004-2005 | Varsity Blues de l'Université de Toronto | SIC   | 24 | 3                | 13               | 16               | 26               | -                | - | -                    | -                    | -                    |                      |                      |
| 2005-2006 | Varsity Blues de l'Université de Toronto | SIC   | 24 | 3                | 11               | 14               | 18               | -                | - | -                    | -                    | -                    |                      |                      |
| 2006-2007 | Scorpions du Nouveau-Mexique             | LCH   | 60 | 3                | 12               | 15               | 72               | 18               | 1 | 5                    | 6                    | 13                   |                      |                      |
| 2007-2008 | Scorpions du Nouveau-Mexique             | LCH   | 33 | 7                | 6                | 13               | 28               | -                | - | -                    | -                    | -                    |                      |                      |
| 2008-2009 | Scorpions du Nouveau-Mexique             | LCH   | 63 | 3                | 15               | 18               | 63               | -                | - | -                    | -                    | -                    |                      |                      |
| 2009-2010 | Gorillas d'Amarillo                      | LCH   | 64 | 9                | 21               | 30               | 34               | -                | - | -                    | -                    | -                    |                      |                      |
| 2010-2011 | Rush de Rapid City                       | LCH   | 65 | 3                | 14               | 17               | 34               | 15               | 2 | 3                    | 5                    | 8                    |                      |                      |
| 2011-2012 | Rush de Rapid City                       | LCH   | 53 | 6                | 9                | 15               | 26               | 6                | 0 | 0                    | 0                    | 5                    |                      |                      |
| 2012-2013 | FireAntz de Fayetteville                 | SPHL  | 56 | 7                | 29               | 36               | 40               | 2                | 0 | 1                    | 1                    | 4                    |                      |                      |